# Landgericht Bozen

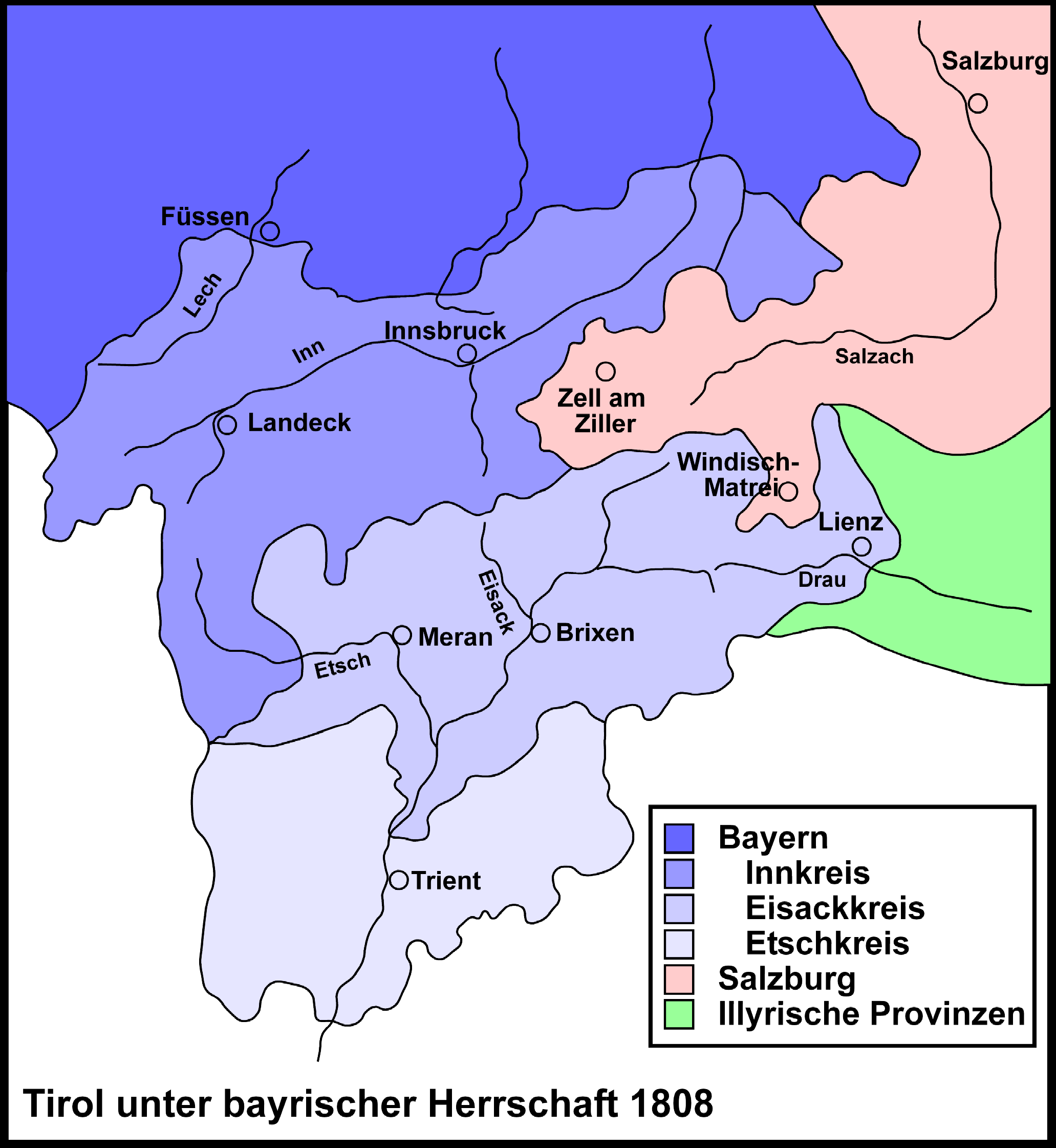
Das Landgericht Bozen im Eisackkreis 1808

Das Landgericht Bozen war ein von 1805 bis 1810 bestehendes bayerisches Landgericht älterer Ordnung mit Sitz in Bozen in Südtirol. Die Landgerichte waren im Königreich Bayern Gerichts- und Verwaltungsbehörden.

## Geschichte
Das von Napoleon und seinen Verbündeten geschlagene Österreich musste 1805 im Frieden von Pressburg seine Gefürstete Grafschaft Tirol an das mit Napoleon verbündete Bayern abtreten. In der Folge wurde im Verlauf der Verwaltungsneugliederung Bayerns das Landgericht Bozen errichtet. Dieses wurde nach der Gründung des Königreichs Bayern dem Eisackkreis zugeschlagen, dessen Hauptstadt Brixen war. Das Landgericht Bozen kam nach der Niederschlagung des Tiroler Volksaufstandes 1810 zum Königreich Italien.

## Beamte des Landgerichts
Die Namen der Beamten des Landgerichts Bozen im Jahr 1809 lassen sich dem Königlich-Baierischen Regierungsblatt entnehmen.
- Erster Assessor: Michael Stautner
- Zweiter Assessor: Johann Martin Maurer
- Aktuar: Peter Lindl